# Halichoeres rubrovirens
Halichoeres rubrovirens is een straalvinnige vissensoort uit de familie van de lipvissen (Labridae). De wetenschappelijke naam van de soort is voor het eerst geldig gepubliceerd in 2010 door Rocha, Pinheiro & Gasparini.